# تاترا
تاترا یک شرکت خودروساز چکی واقع در کپرژیونیتسه است. این شرکت، مستقر در اوستراوا است و سومین شرکت کهن در جهان است که هنوز فعالیت می‌کند. این شرکت در سال ۱۸۵۰ تأسیس شد. در سال ۱۸۹۰ به تولیدکننده گاری و کالسکه تبدیل شد.
در سال ۱۸۹۷، تاترا نخستین خودروی موتوری در اروپای مرکزی، خودرو Präsident را تولید کرد. در سال ۱۹۱۸، نام خود را به Kopřivnická vozovka تغییر داد، و در سال ۱۹۱۹ از مارک Nesselsdorfer به نشان تاترا تغییر یافت، که نامگذاری شده بر اساس کوه‌های تاترا در نزدیکی در مرز چکسلواکی با لهستان (اکنون در مرز لهستان با اسلواکی) است.

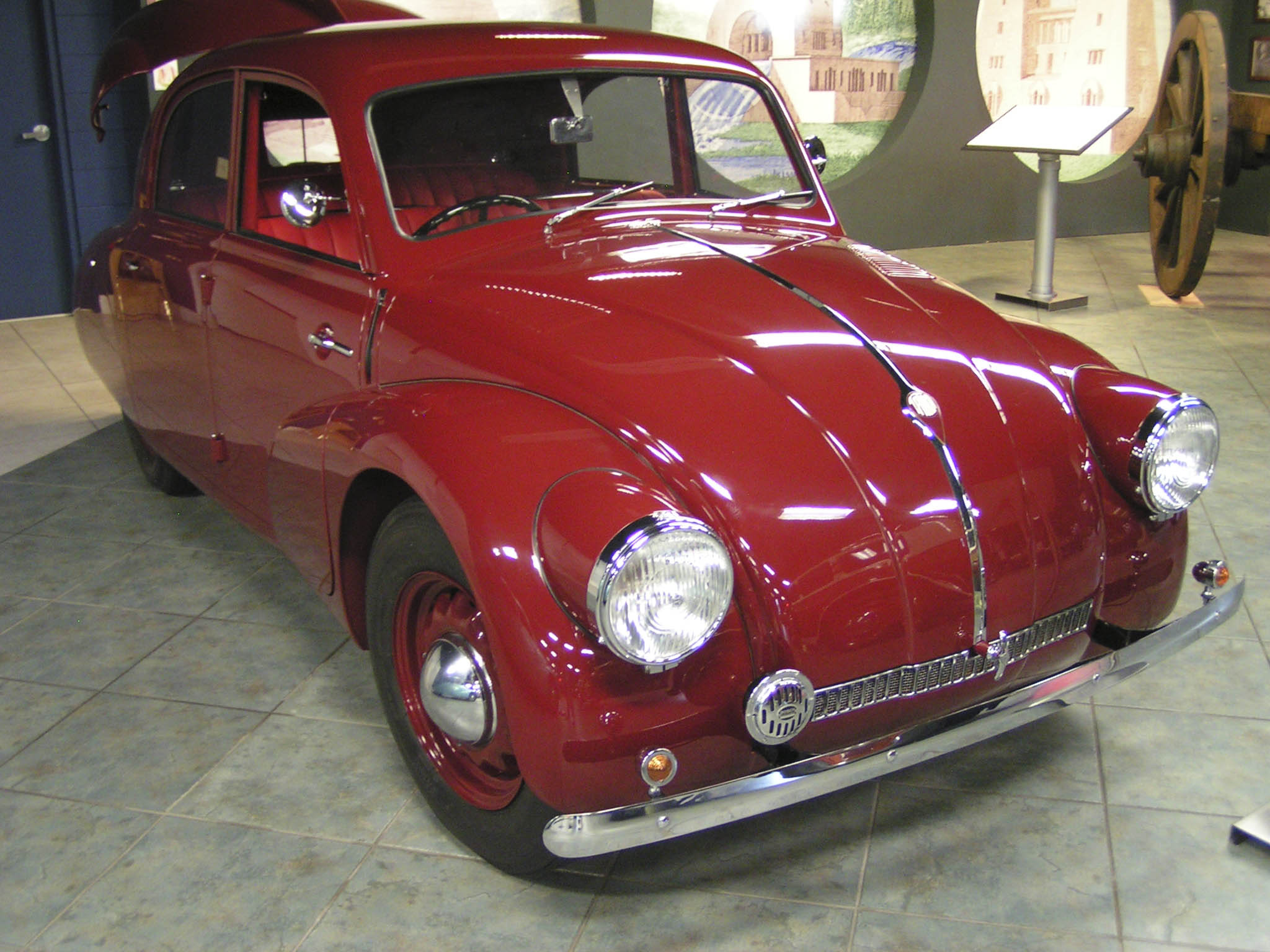
تاترا ۹۷، که سپس توسط فولکس‌واگن درقالب فولکس قورباغه‌ای کپی شد

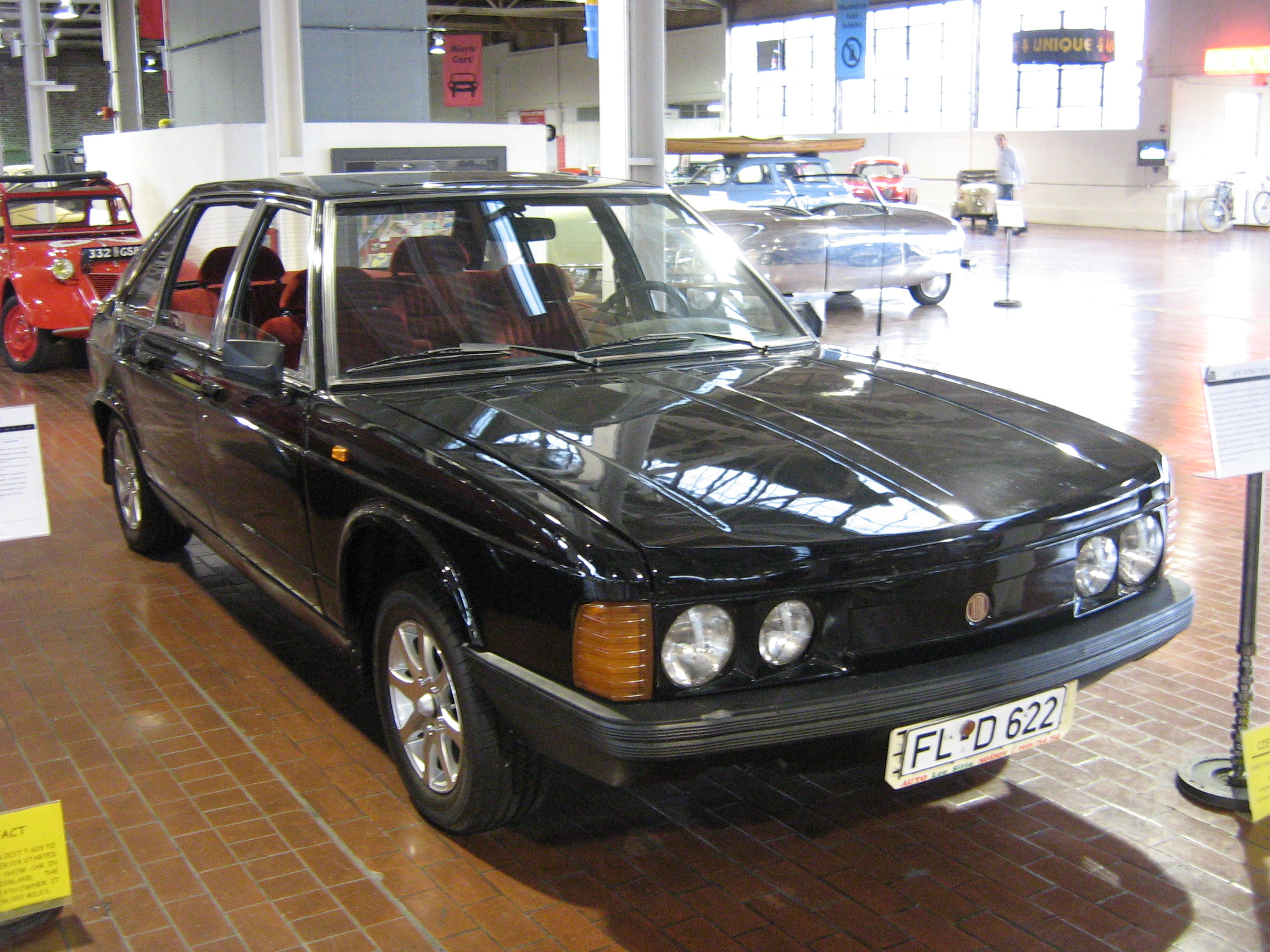
تاترا ۶۱۳ (۱۹۷۶)

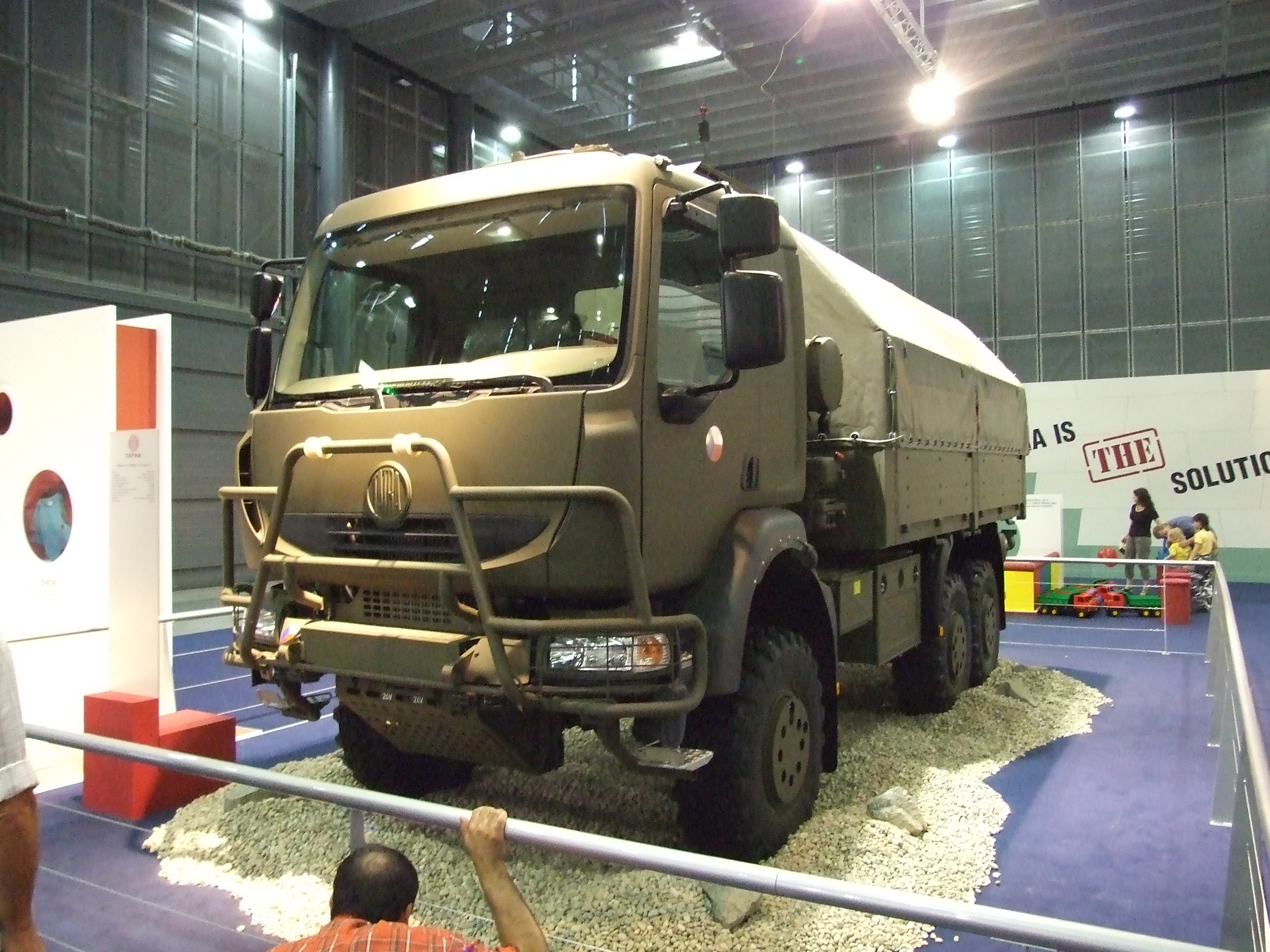
تاترا ۸۱۰
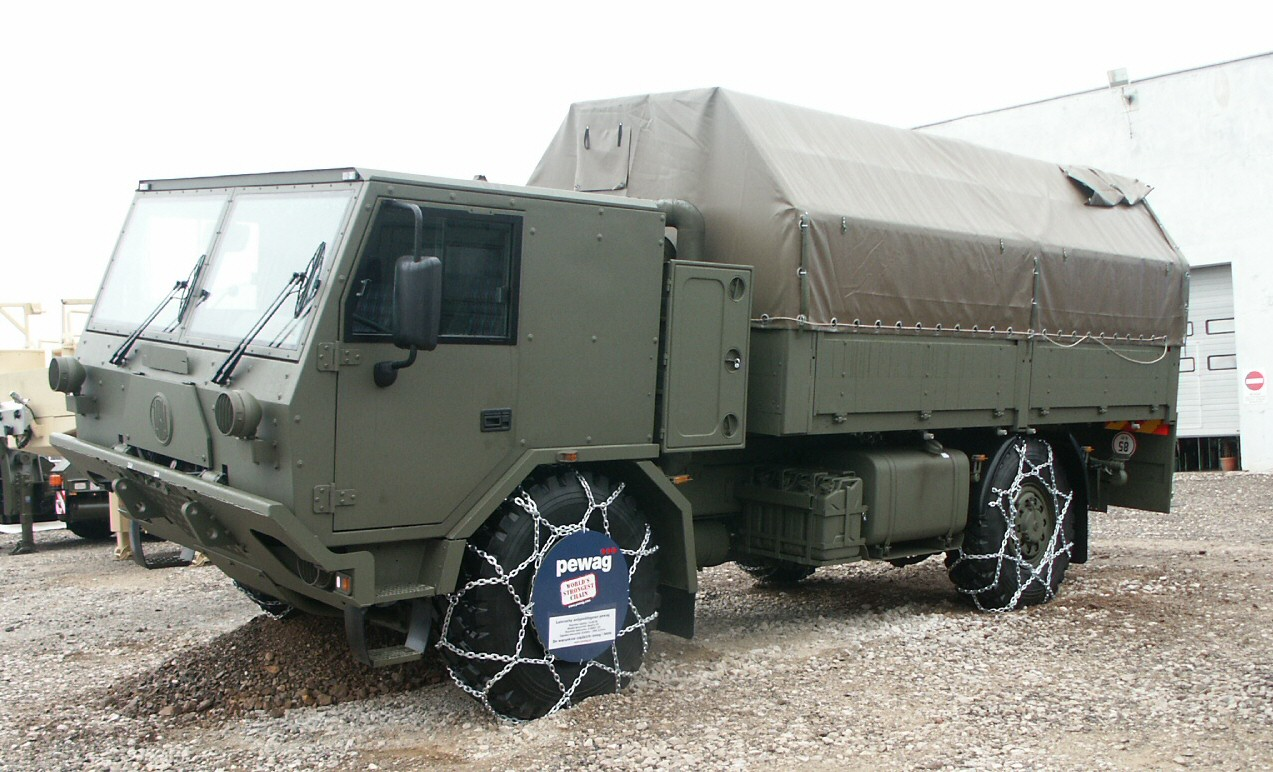
تاترا ۸۱۵-۷
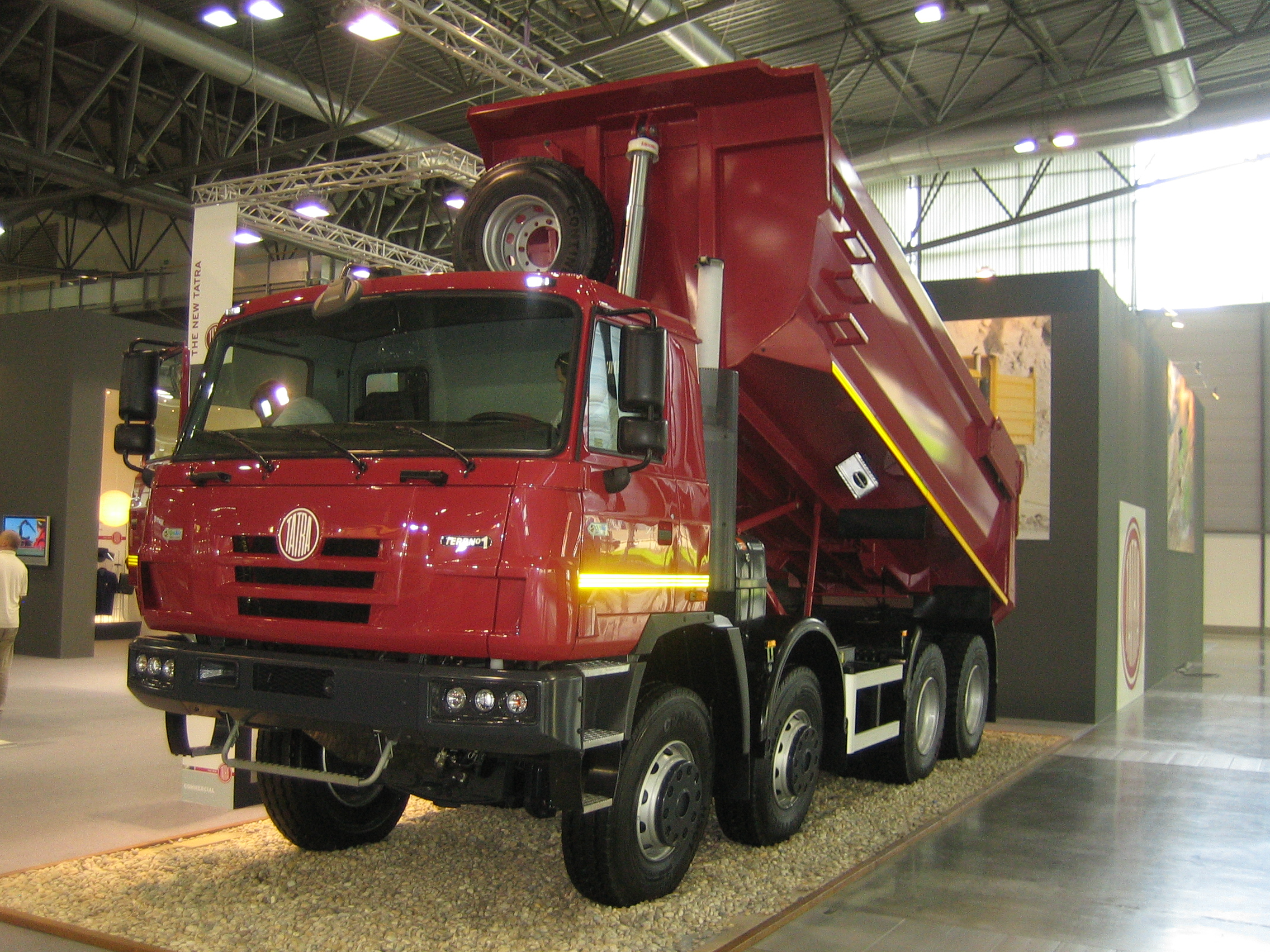
Tatra TerrN ° ۱
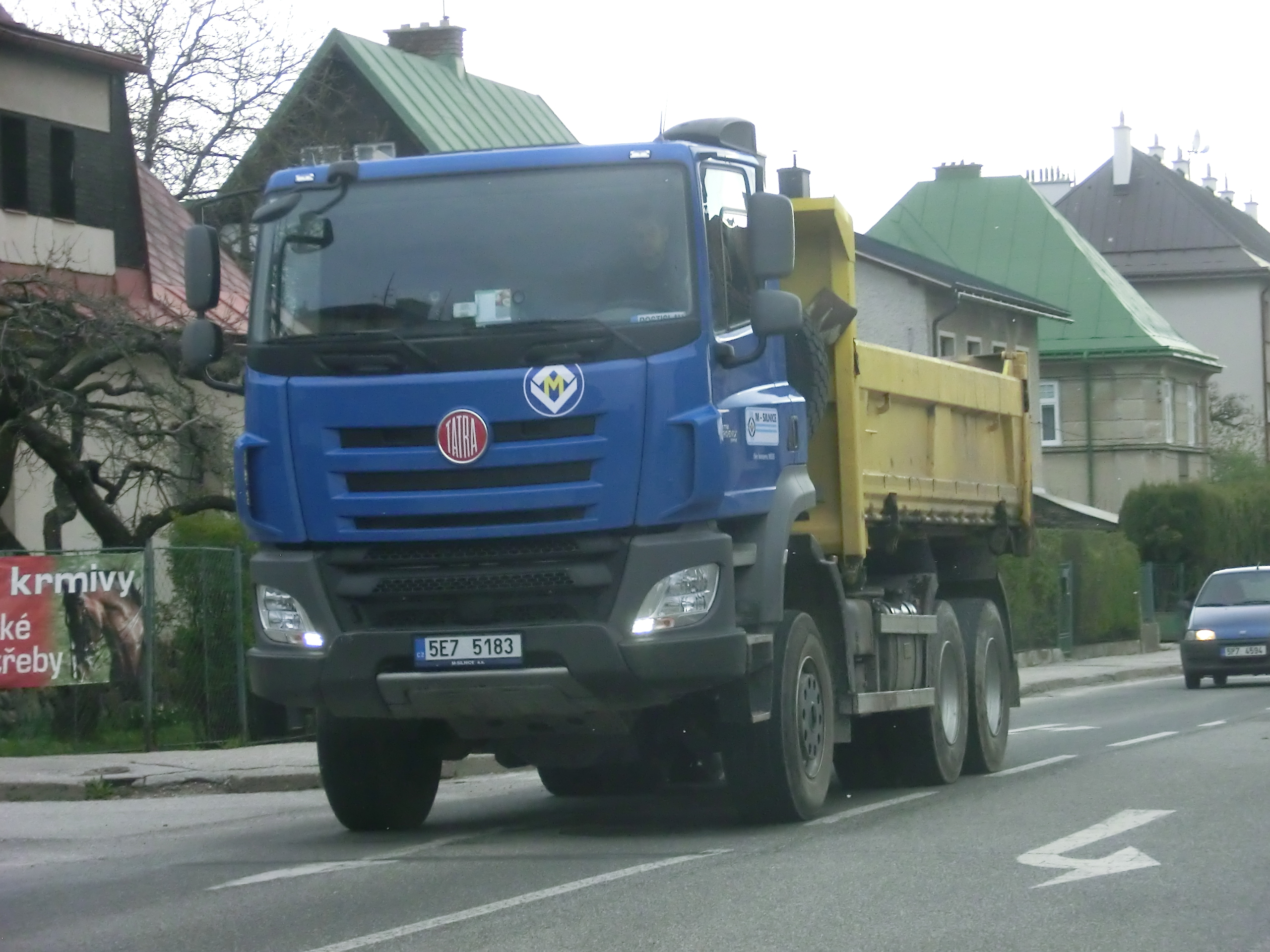
تاترا ۱۵۸ ققنوس

## جستارهای وابسته

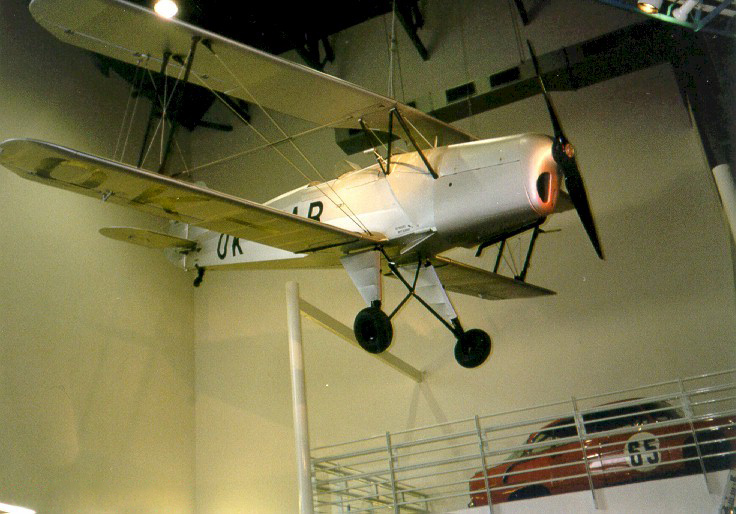
تاترا T.131، ساخت Bücker Bü 131 Jungmann

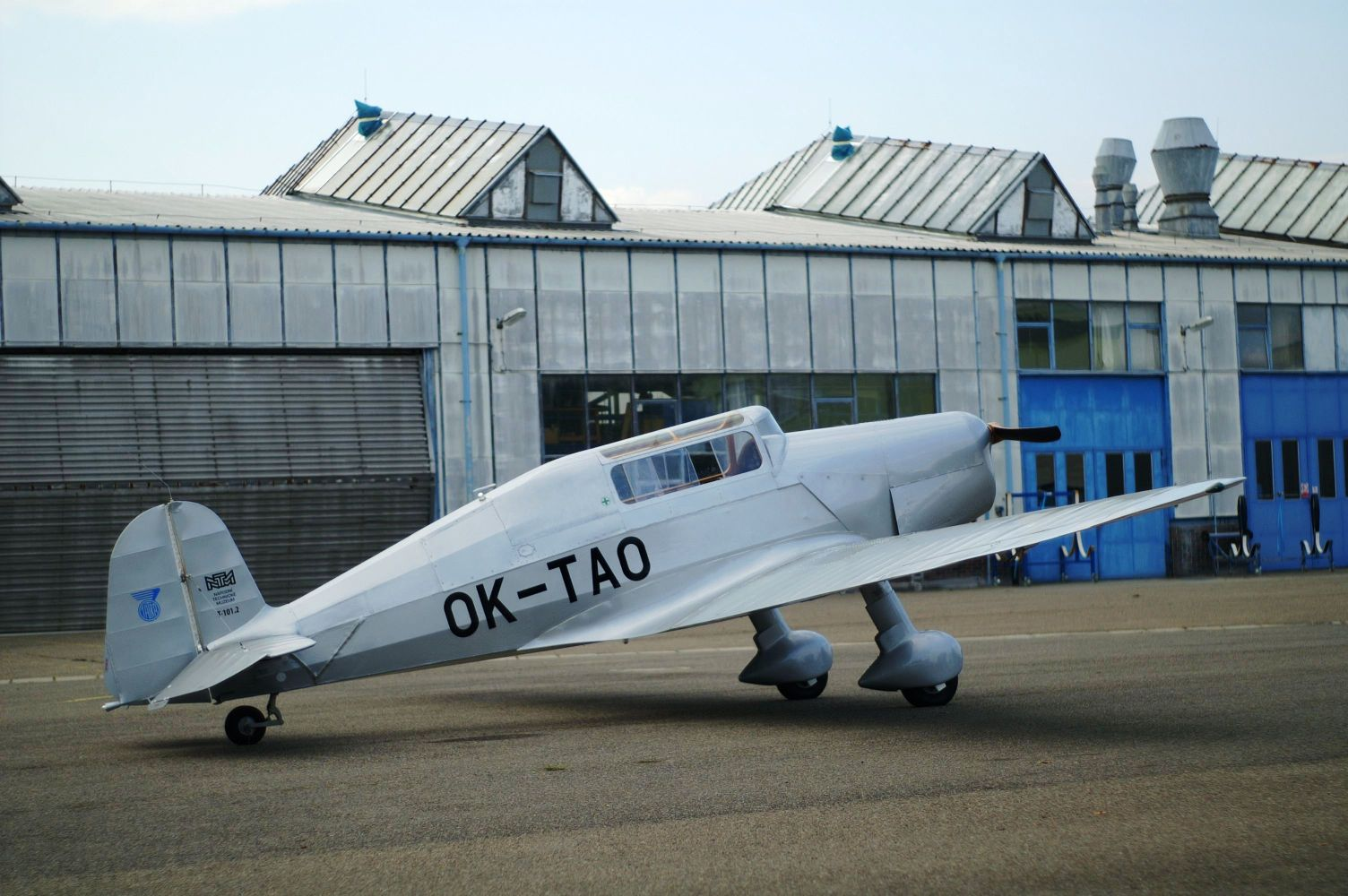
هواپیماهای تور دو نفره تاترا T.101

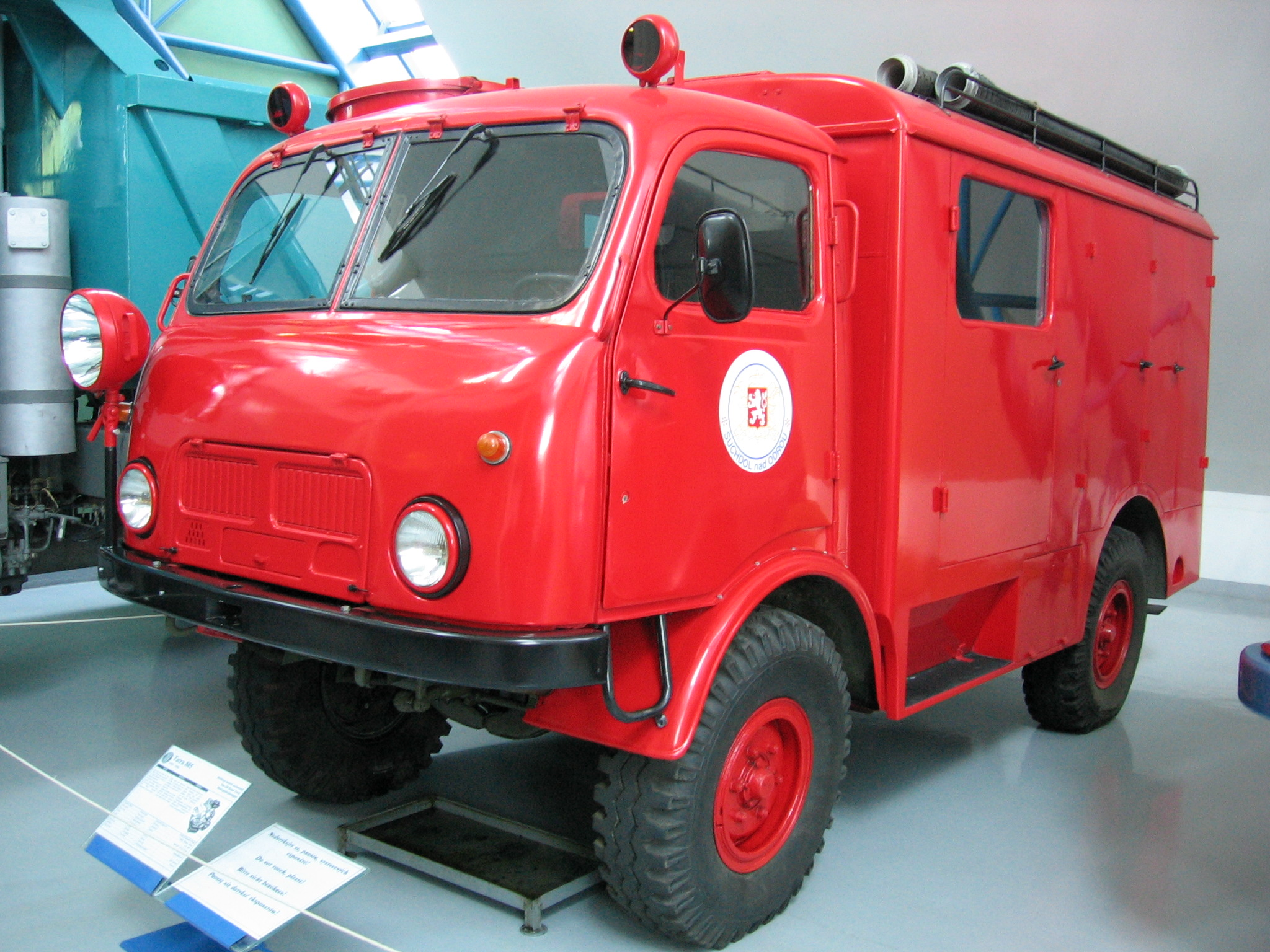
«Baby» تاترا T805

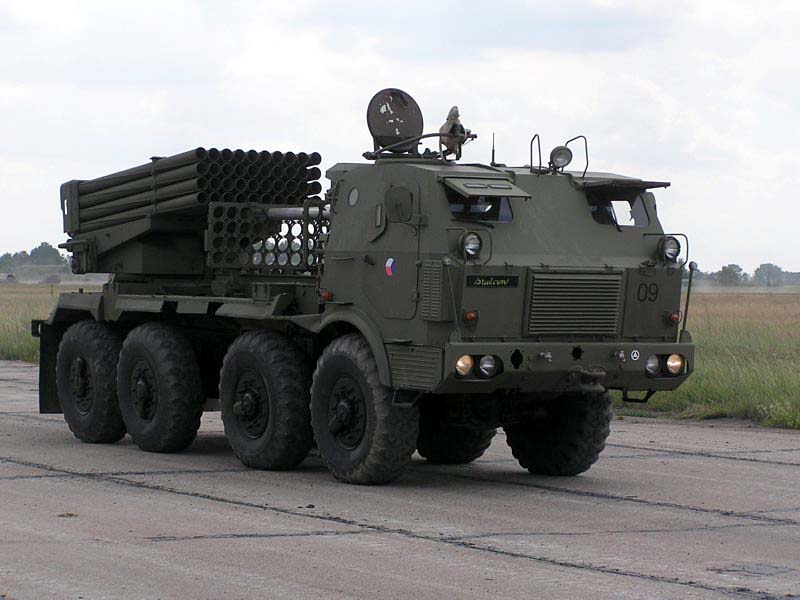
پرتاب موشک چندراکتی RM-70

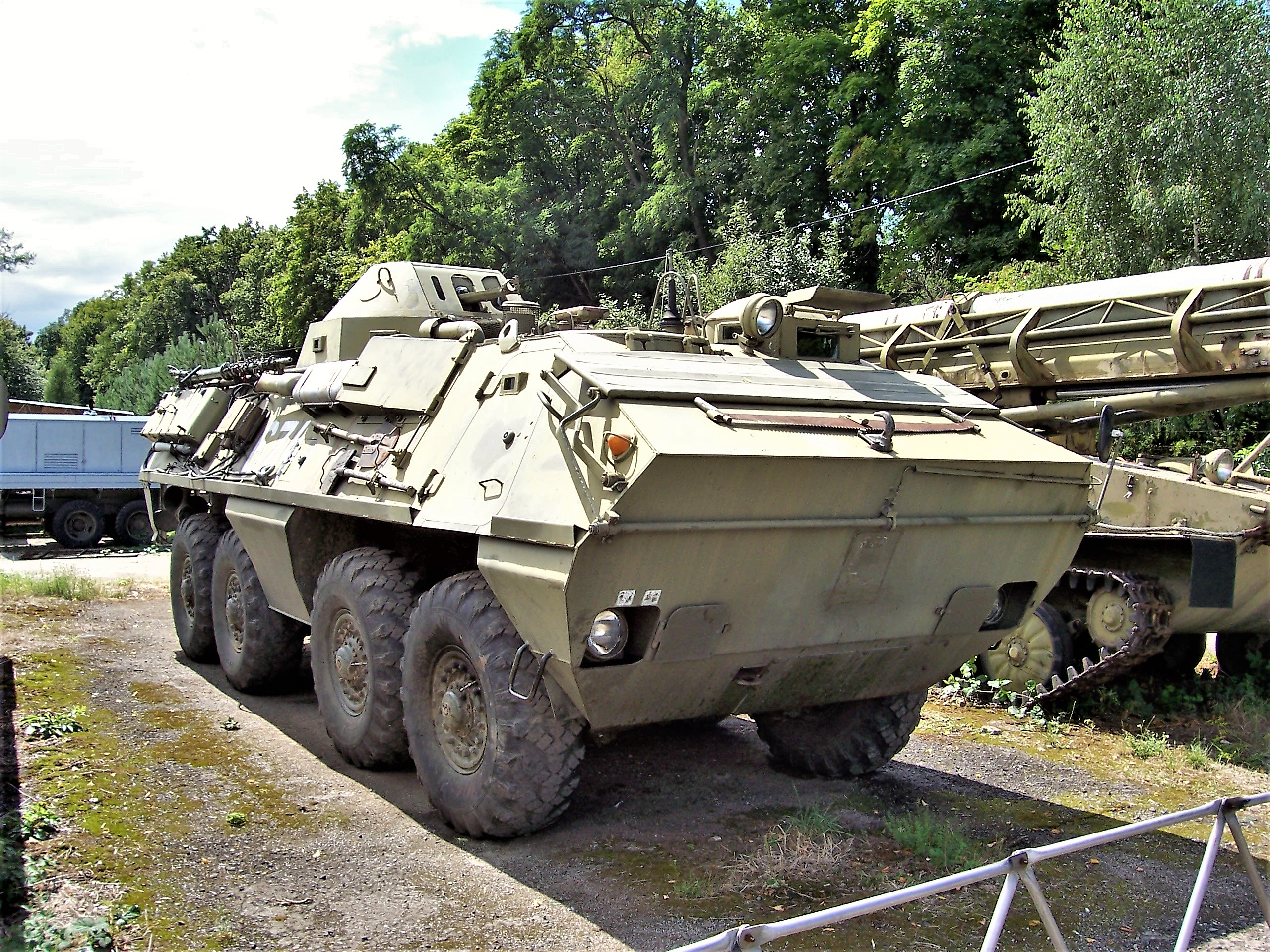
OT-64 SKOT